# Weberbauerocereus
Weberbauerocereus és un gènere de cactus ceroides, considerat intermedi entre els gèneres Trichocereus i Cleistocactus . El gènere rep el nom de l'investigador peruà Augusto Weberbauer. El gènere és originari de Bolívia i Perú.

## Descripció
Les espècies del gènere Weberbauerocereus creixen com un arbust a un arbre, ramificant-se a la base o per sobre. De vegades formen tribus. Els brots columnars són erectes o arquejats i de vegades enfiladissos. Les espines, que sovint són fortes, surten de les arèoles de color blanc a groguenc.
Les flors grans, tubulars a campanades, són blanquinoses, de color rosa marronós o vermellós i solen obrir-se de nit. El pericarpi i el tub floral estan densament coberts d'escates i pèls.
Els fruits esfèrics, de color porpra verdós a groc ataronjat, tenen un diàmetre de 3 a 5 centímetres i estan coberts de pèls conspicus. La resta de la flor és persistent, la polpa és blanca. Els fruits contenen llavors negres i brillants.

## Taxonomia
| - Weberbauerocereus albus - Weberbauerocereus callanus - Weberbauerocereus cephalomacrostibas - Weberbauerocereus churinensis - Weberbauerocereus cuzcoensis - Weberbauerocereus fascicularis - Weberbauerocereus horridispinus - Weberbauerocereus johnsonii | - Weberbauerocereus longicomus - Weberbauerocereus rauhii - Weberbauerocereus seyboldianus - Weberbauerocereus torataensis - Weberbauerocereus weberbaueri - Weberbauerocereus weberbaueri var. aureispina - Weberbauerocereus winterianus |